# Economia de Sud-àfrica
Sud-àfrica és una economia de mercat emergent, amb abundants recursos naturals, amb sectors legals, de comunicació, energia i transports ben desenvolupats, a més d'una Borsa de valors que és la 16a més gran del món. Malgrat la moderna infraestructura del país suportar una distribució eficient de béns per als grans centres, la distribució irregular d'electricitat dificulta el creixement econòmic.
L'economia de Sud-àfrica és la tercera més gran d'Àfrica i l'economia més industrialitzada, tecnològicament avançada i diversificada d'Àfrica en general. Sud-àfrica és una economia de renda mitjana-alta, un dels vuit països de l'Àfrica que s'inclouen dins aquest grup. Després de 1996, al final de més de dotze anys de sancions internacionals, el Producte Interior Brut (nominal) de Sud-àfrica gairebé es va triplicar fins a 416.000 milions de dòlars el 2011. En el mateix període, les reserves de divises van augmentar de 3.000 milions de dòlars d'EEUU a gairebé 50.000 milions, creant una economia diversificada amb una classe mitjana important i creixent, després de la fi de l'apartheid.
Encara que la indústria d'extracció de recursos naturals segueix sent una de les més grans del país amb una contribució anual al PIB de 13.500 milions de dòlars EUA, l'economia de Sud-àfrica s'ha diversificat des del final de l'apartheid, cap a sector serveis. El 2019, el sector financer va contribuir amb 41.400 milions de dòlars al PIB de Sud-àfrica. El 2021, les institucions financeres amb seu a Sud-àfrica van gestionar més d'1,41 bilions de dòlars en actius. La capitalització total del mercat de la Borsa de Johannesburg és d'1,28 bilions de dòlars EUA a l'octubre de 2021.
Les empreses estatals de Sud-àfrica tenen un paper important en l'economia del país, ja que el govern posseeix una participació en unes 700 empreses implicades en una àmplia gamma d'indústries. El 2016, els cinc principals reptes per fer negocis al país van ser la burocràcia governamental ineficient, les regulacions laborals restrictives, l'escassetat de treballadors qualificats per a algunes indústries d'alta tecnologia, la inestabilitat política i la corrupció. D'altra banda, el sector bancari del país es va valorar com una característica fortament positiva de l'economia.
Sud-àfrica forma part del G20, i n'és l'únic membre africà.

## Estadístiques històriques 1980–2022

Evolució del PIB real per càpita als països del sud d'Àfrica

La taula següent mostra els principals indicadors econòmics durant el període 1980-2022. La inflació per sota del 5% està en verd.
| Any  | PIB (en milers de milions de dòlars, PPP) | PIB per càpita (en dòlars, PPP) | Creixement real del PIB | Taxa d'inflació | Unemployment (in Percent) | Government debt (in % of GDP) |
| ---- | ----------------------------------------- | ------------------------------- | ----------------------- | --------------- | ------------------------- | ----------------------------- |
| 1980 | 148.6                                     | 5,110                           | 6.6%                    | 14.2%           | 9.2%                      | n/a                           |
| 1981 | 171.4                                     | 5,745                           | 5.4%                    | 15.3%           | 9.8%                      | n/a                           |
| 1982 | 181.3                                     | 5,922                           | −0.4%                   | 13.7%           | 10.8%                     | n/a                           |
| 1983 | 184.9                                     | 5,886                           | −1.8%                   | 12.8%           | 12.5%                     | n/a                           |
| 1984 | 201.3                                     | 6,250                           | 5.1%                    | 11.3%           | 13.7%                     | n/a                           |
| 1985 | 205.2                                     | 6,221                           | −1.2%                   | 16.6%           | 15.5%                     | n/a                           |
| 1986 | 209.3                                     | 6,207                           | =0.0%                   | 18.1%           | 16.0%                     | n/a                           |
| 1987 | 219.0                                     | 6,356                           | 2.1%                    | 16.5%           | 16.6%                     | n/a                           |
| 1988 | 236.3                                     | 6,712                           | 4.2%                    | 12.8%           | 17.2%                     | n/a                           |
| 1989 | 251.4                                     | 6,990                           | 2.4%                    | 14.6%           | 17.8%                     | n/a                           |
| 1990 | 260.0                                     | 7,067                           | −0.3%                   | 14.4%           | 18.8%                     | n/a                           |
| 1991 | 266.1                                     | 7,059                           | −1.0%                   | 15.2%           | 20.2%                     | n/a                           |
| 1992 | 266.3                                     | 6,890                           | −2.1%                   | 14.0%           | 21.2%                     | n/a                           |
| 1993 | 276.0                                     | 6,966                           | 1.2%                    | 9.7%            | 22.2%                     | n/a                           |
| 1994 | 290.9                                     | 7,172                           | 3.2%                    | 8.8%            | 22.9%                     | n/a                           |
| 1995 | 306.2                                     | 7,391                           | 3.1%                    | 8.8%            | 16.5%                     | n/a                           |
| 1996 | 325.2                                     | 7,705                           | 4.3%                    | 7.3%            | 20.3%                     | n/a                           |
| 1997 | 339.4                                     | 7,908                           | 2.6%                    | 8.6%            | 22.0%                     | n/a                           |
| 1998 | 345.0                                     | 7,916                           | 0.5%                    | 7.0%            | 26.1%                     | n/a                           |
| 1999 | 358.2                                     | 8,099                           | 2.4%                    | 5.1%            | 23.3%                     | n/a                           |
| 2000 | 381.7                                     | 8,502                           | 4.2%                    | 5.3%            | 23.0%                     | 37.9%                         |
| 2001 | 400.9                                     | 8,767                           | 2.7%                    | 5.7%            | 26.0%                     | 38.0%                         |
| 2002 | 422.2                                     | 9,107                           | 3.7%                    | 9.0%            | 27.8%                     | 31.8%                         |
| 2003 | 443.2                                     | 9,469                           | 2.9%                    | 5.9%            | 27.7%                     | 31.5%                         |
| 2004 | 475.8                                     | 10,058                          | 4.6%                    | 1.4%            | 25.2%                     | 30.7%                         |
| 2005 | 516.6                                     | 10,795                          | 5.3%                    | 3.4%            | 24.7%                     | 29.6%                         |
| 2006 | 562.4                                     | 11,610                          | 5.6%                    | 4.7%            | 23.6%                     | 28.0%                         |
| 2007 | 608.6                                     | 12,398                          | 5.4%                    | 7.1%            | 23.0%                     | 24.3%                         |
| 2008 | 640.1                                     | 12,854                          | 3.2%                    | 11.0%           | 22.5%                     | 24.0%                         |
| 2009 | 634.3                                     | 12,548                          | −1.5%                   | 7.2%            | 23.7%                     | 27.0%                         |
| 2010 | 661.4                                     | 12,885                          | 3.0%                    | 4.2%            | 24.9%                     | 31.2%                         |
| 2011 | 696.5                                     | 13,362                          | 3.2%                    | 5.0%            | 24.8%                     | 34.7%                         |
| 2012 | 698.2                                     | 13,191                          | 2.4%                    | 5.6%            | 24.9%                     | 37.4%                         |
| 2013 | 730.5                                     | 13,591                          | 2.5%                    | 5.7%            | 24.7%                     | 40.4%                         |
| 2014 | 741.9                                     | 13,595                          | 1.4%                    | 6.1%            | 25.1%                     | 43.3%                         |
| 2015 | 758.9                                     | 13,697                          | 1.3%                    | 4.6%            | 25.4%                     | 45.2%                         |
| 2016 | 772.8                                     | 13,738                          | 0.7%                    | 6.3%            | 26.7%                     | 47.1%                         |
| 2017 | 790.2                                     | 13,839                          | 1.2%                    | 5.3%            | 27.5%                     | 48.6%                         |
| 2018 | 821.4                                     | 14,176                          | 1.5%                    | 4.6%            | 27.1%                     | 51.7%                         |
| 2019 | 838.6                                     | 14,268                          | 0.3%                    | 4.1%            | 28.7%                     | 56.2%                         |
| 2020 | 794.9                                     | 13,332                          | −6.3%                   | 3.3%            | 29.2%                     | 69.0%                         |
| 2021 | 868.6                                     | 14,442                          | 4.9%                    | 4.6%            | 34.3%                     | =69.0%                        |
| 2022 | 949.8                                     | 15,556                          | 2.1%                    | 6.7%            | 34.6%                     | 68.0%                         |

Aquest és un gràfic de la tendència del producte interior brut (PIB) de Sud-àfrica a preus de mercat estimats pel Fons Monetari Internacional:
| Any  | PIB, milers de milions de dòlars | Canvi del dòlar dels EUA a principis de gener | Taxa d'atur | Renda per càpita, en dòlars dels EUA |
| ---- | -------------------------------- | --------------------------------------------- | ----------- | ------------------------------------ |
| 1980 | 80.547                           | 0,8267 rands                                  | 9.2         | 2.764                                |
| 1985 | 57.273                           | 2,0052 rands                                  | 15.5        | 1.736                                |
| 1990 | 111.998                          | 2,5419 rands                                  | 16.0        | 3.039                                |
| 1995 | 151.117                          | 3,5486 rands                                  | 16.7        | 3.684                                |
| 2000 | 132.964                          | 6,1188 rands                                  | 25.6        | 2.986                                |
| 2005 | 246.956                          | 5,6497 rands                                  | 26.7        | 5.267                                |
| 2010 | 363.655                          | 7.462 rands                                   | 24.9        | 7.274                                |
| 2015 | 510.937                          | 15,52 rands                                   | 22.8        | 5.744                                |

## Sectors

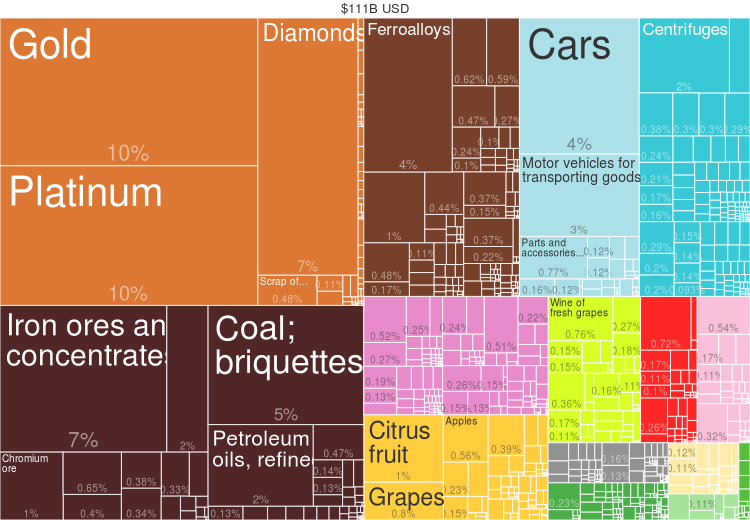
Mapa de les exportacios de Sud-àfrica (2014) segons [http://atlas.cid.harvard.edu/explore/tree_map/export/zaf/all/show/2014/ Harvard Atlas of Economic Complexity

Sud-àfrica té un avantatge comparatiu en la producció de productes agrícoles, miners i de fabricació relacionats amb aquests sectors. Sud-àfrica ha passat d'una economia primària i secundària a mitjans del segle XX a una economia impulsada principalment pel sector terciari en l'actualitat, que representa un 65% del PIB estimat ó 230.000 milions de dòlars en termes de PIB nominal. L'economia del país està raonablement diversificada amb sectors econòmics clau com ara mineria, agricultura i pesca, fabricació i muntatge de vehicles, processament d'aliments, confecció i tèxtils, telecomunicacions, energia, serveis financers i empresarials, béns arrels, turisme, fabricació, informàtica, transport i comerç a l'engròs i al detall.
| Indústria                                           | Valor afegit (milers de milions de Rands, preus del 2004) |
| --------------------------------------------------- | --------------------------------------------------------- |
| Agricultura, silvicultura i pesca                   | 43.382                                                    |
| Mineria i pedrera                                   | 97.096                                                    |
| Fabricació (inclòs la indústria espacial)           | 296.586                                                   |
| Electricitat, gas i aigua                           | 33.951                                                    |
| Construcció                                         | 59.943                                                    |
| Comerç a l'engròs i al detall, hotels i restaurants | 246.584                                                   |
| Transport, emmagatzematge i comunicació             | 178.591                                                   |
| Serveis financers, immobiliaris i empresarials      | 422.850                                                   |
| Serveis de l'Administració General                  | 271.209                                                   |
| Serveis personals                                   | 107.690                                                   |
| Impostos menys subvencions als productes            | 215.668                                                   |
| PIB a preus de mercat                               | 1.973.552                                                 |

### Recursos naturals
El 2019, el país va ser el major productor mundial de platí, el major productor mundial de crom, el major productor mundial de manganès, el 2n productor mundial de titani, l'11è productor mundial d'or, el tercer productor mundial de vanadi, el 6è productor mundial de mineral de ferro, l'11è productor mundial de cobalt, el 15è productor mundial de fosfat i el 12è productor mundial d'urani el 2018.
La mineria ha estat la principal força impulsora de la història i el desenvolupament de l'economia més avançada d'Àfrica. La mineria a gran escala i rendible va començar amb el descobriment d'un diamant a la vora del riu Orange el 1867 per Erasmus Jacobs i el posterior descobriment i explotació dels jaciments de Kimberley uns anys més tard. Les febres de l'or a Pilgrim's Rest i Barberton van ser anteriors al descobriment més gran de tots, el de Main Reef o Main Reef Leader a la granja Langlaagte de Gerhardus Oosthuizen, el 1886. Finalment, la febre de l'or de Witwatersrand i el posterior desenvolupament del jaciment d'or, ha estat el més gran de la història.
Sud-àfrica és un dels principals països miners i de processament del món. Tot i que la contribució de la mineria al PIB nacional ha caigut del 21% el 1970 al 6% el 2011, encara representa gairebé el 60% de les exportacions. El sector miner representa fins a un 9% del valor afegit.
El 2008, la quota estimada de Sud-àfrica de la producció mundial de platí va ascendir al 77%, cianita i altres materials el 55%, crom el 45%, pal·ladi el 39%, vermiculita, el 39%, vanadi el 38%, zirconi el 30%, manganès el 21%, rutil el 20%, ilmenita el 19%, or l'11%, espat fluor el 6%, alumini el 2%, antimoni el 2%, mineral de ferro el 2%, níquel el 2% i roca fosfatada l'1%. Sud-àfrica també va representar gairebé el 5% de la producció mundial de diamants polits en valor. La quota estimada del país de les reserves mundials de metalls del grup del platí ascendia al 89%, hafni al 46%, zirconi al 27%, vanadi al 23%, manganès al 19%, rutil al 18%, espat fluor al 18%, or al 13%, roca fosfatada al 10%, ilmenita al 9% i níquel al 5%. També és el tercer exportador mundial de carbó.
El sector miner té una barreja de mines de propietat privada i control estatal, aquestes últimes inclouen la Corporació Financera i Minera d'Exploració Africana.

### Agricultura i processament d'aliments

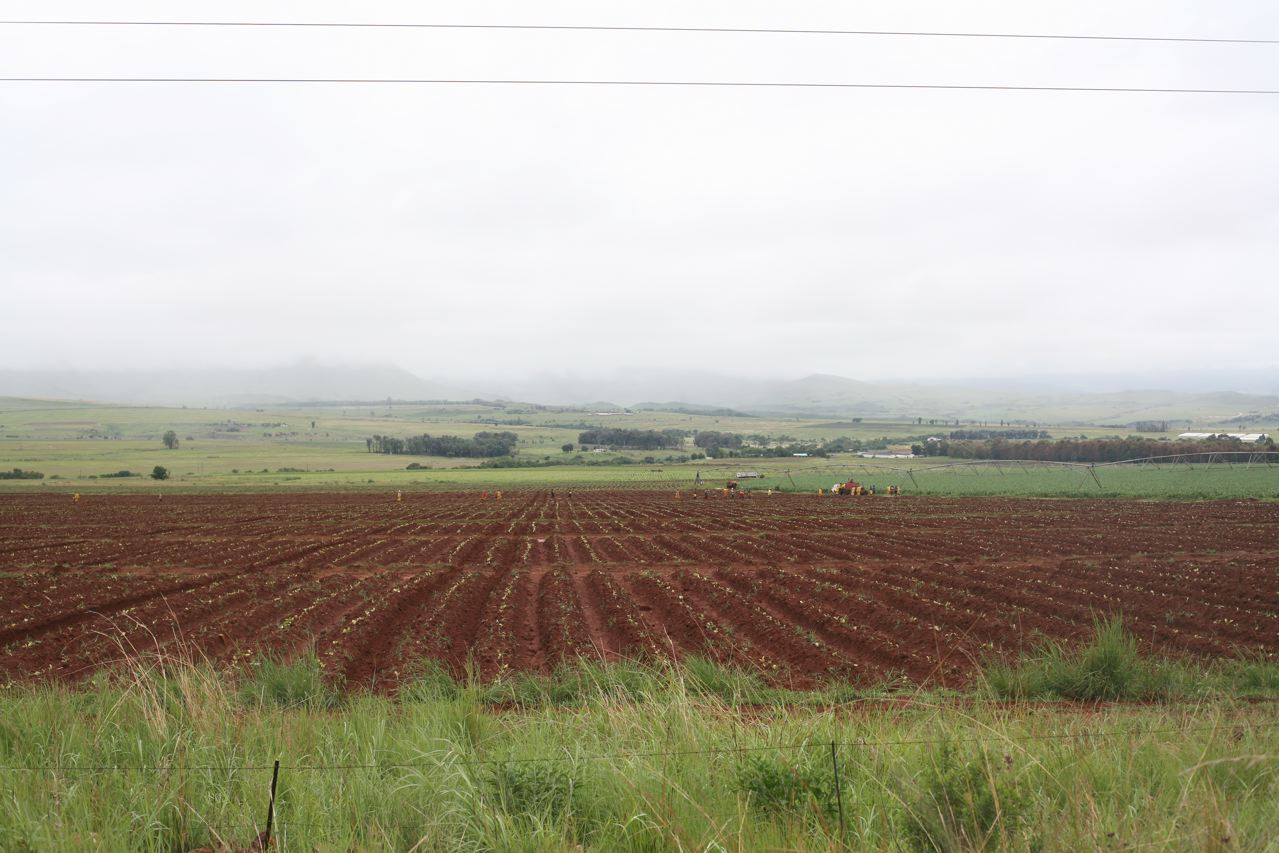
Treballadors plantant en una granja a la zona central de Mpumalanga

La indústria agrícola aporta al voltant del 5% de l'ocupació formal, relativament baixa en comparació amb altres països d'Àfrica, a més de proporcionar feina a treballadors ocasionals i aportant al voltant del 2,8% del PIB del país. Tanmateix, a causa de l'aridesa de la terra, només el 13,5% és cultivable i només el 3% es considera terra d'alt potencial. Els principals problemes que afronta el sector són l'augment de la competència estranger, la delinqüència i el canvi climàtic.
El 2018, Sud-àfrica va produir 19,3 milions de tones de canya de sucre (14è productor mundial), 12,5 milions de tones de blat de moro (12è productor mundial) 1,9 milions de tones de raïm (11è productor mundial), 1,7 milions de tones de taronja (11è productor mundial) i 397 mil tones de pera (7è productor mundial). A més, el mateix any, va produir 2,4 milions de tones de patata, 1,8 milions de tones de blat, 1,5 milions de tones de soja, 862 mil tones de llavors de gira-sol, 829 mil tones de poma, 726 mil tones de ceba, 537 mil tones. de tomàquet, 474 mil tones de llimona, 445 mil tones d 'aranja, 444 mil tones de plàtan, 421 mil tones d'ordi, a més de petites produccions d' altres productes agrícoles, com alvocat, pinya, préssec, mandarina, carbassa, col, pastanaga, colza, sorgo, etc.
La producció de blat de moro, un 36% de tot el que es cultiva, també ha experimentat problemes a causa del canvi climàtic. El valor estimat de la pèrdua, que té en compte escenaris amb i sense l'efecte de fertilització amb diòxid de carboni, oscil·la entre desenes i centenars de milions de rands.
La indústria làctia està formada per uns 4.300 productors de llet que donen feina a 60.000 treballadors agrícoles i contribueixen als mitjans de vida d'uns 40.000 més.
Segons FAOSTAT, Sud-àfrica és un dels majors productors mundials de: arrels de xicoira(4t), aranja (4t), cereals (5è), blat de moro verd i blat de moro (7è), llavor d'oli de ricí (9è), peres (9è), sisal (10è), cultius de fibra (10è). Durant el primer trimestre del 2010, el sector agrícola va obtenir ingressos d'exportació per 10.100 milions de Rands i va utilitzar 8.400 milions per pagar productes agrícoles importats, per tant, deixant una balança comercial positiva de 1.700 milions de Rands.
Les exportacions agrícoles més importants de Sud-àfrica inclouen: fruites i fruits secs comestibles, begudes, aliments en conserva, tabac, cereals, llana no cardada ni pentinada, aliments diversos, sucre, carn, productes de mòlta, malta i midó. Aquests productes van representar més del 80% dels ingressos d'exportacions agrícoles el primer trimestre de 2010. Les importacions agrícoles més importants, que van representar més del 60% del valor de les importacions agrícoles durant el mateix període, inclouen: cereals, carn, pastís d'oli de soja, begudes, oli de soja i les seves fraccions, tabac, oli de palma i les seves fraccions., aliments diversos, espècies, cafè, te i aliments en conserva.
El subsector d'alimentació és el major ocupador del sector de l'agroprocessament, contribuint amb un 1,4% a l'ocupació total i un 11,5% dins del sector manufacturer. L'any 2006, el sector agroalimentari representava el 24,7% de la producció manufacturera total. Tot i que el conjunt de l'economia va guanyar 975.941 llocs de treball entre 1995 i 2006, el sector agroalimentari va perdre 45.977 llocs de treball. Les pressions competitives de l'exterior, especialment de la Xina i l'Índia, van influir en el descens de les exportacions dels subsectors d'alimentació, tèxtil i paper, ja que les empreses d'aquests sectors competeixen cada cop més amb productors de menor cost. L'augment de les exportacions dels subsectors de begudes, tabac, fusta i cuir durant el període es deu probablement a la presència de grans empreses dominants dins d'aquests sectors a Sud-àfrica, que han aconseguit mantenir-se competitives.

### Sector secundari
La contribució de la indústria manufacturera a l'economia és relativament petita, ja que només proporciona el 13,3% dels llocs de treball i el 15% del PIB. Tanmateix, hi ha sectors de fabricació en creixement, com ara la indústria espacial. Els costos laborals són baixos, però no tan baixos com en la majoria dels altres mercats emergents, i el cost del transport, les comunicacions i la vida en general és molt més elevat.
La indústria de l'automòbil sud-africana representa al voltant del 10% de les exportacions de fabricació de Sud-àfrica, contribueix amb un 7,5% al PIB del país i dona feina a unes 36.000 persones. La producció anual el 2007 va ser de 535.000 vehicles, d'una producció global de 73 milions d'unitats el mateix any. Les exportacions de vehicles van ser al voltant de 170.000 unitats el 2007, exportades principalment al Japó (al voltant del 29% del valor de les exportacions totals), Austràlia (20%), el Regne Unit (12%) i els EUA (11%). Sud-àfrica també va exportar 30.300 milions de Rands de components d'automòbils el 2006.
BMW, Ford, Volkswagen, Daimler-Chrysler, General Motors, Nissan i Toyota tenen plantes de producció a Sud-àfrica. Els grans fabricants de components amb bases al país són Arvin Exhaust, Bloxwitch, Corning i Senior Flexonics. També hi ha uns 200 fabricants de components d'automoció a Sud-àfrica i més de 150 altres que subministren la indústria de manera no exclusiva. La indústria es concentra en dues províncies, el Cap Oriental i Gauteng. Les empreses que produeixen a Sud-àfrica poden aprofitar els baixos costos de producció i l'accés a nous mercats com a conseqüència dels acords comercials amb la Unió Europea i la Comunitat de Desenvolupament de l'Àfrica Austral.
Després d'un descens el 10,4% el 2009, el sector manufacturer va recuperar un 5% l'any vinent, principalment a les indústries de l'automoció, química bàsica, siderúrgia i alimentació i begudes. El rendiment d'aquest sector segueix reduït per la baixa demanda dels principals mercats d'exportació de Sud-àfrica al món desenvolupat. Hi ha un creixement en algunes àrees, com la indústria espacial a Sud-àfrica, que s'espera que vegi un augment de llocs de treball a la indústria espacial i llocs de treball en els sectors tecnològics i de fabricació de suport.

### Indústria de serveis

#### Telecomunicacions
La infraestructura domèstica de telecomunicacions ofereix un servei modern i eficient a les zones urbanes i rurals. Això inclou serveis mòbils i d'Internet des de 5G fins a Gigabit Broadband (1GB per segon de baixada).
El 1997, Telkom, l'empresa paraestatal de telecomunicacions sud-africana, va ser parcialment privatitzada i va signar una associació estratègica de capital amb un consorci de SBC (AT&T), a canvi d'un monopoli per oferir determinats serveis durant 5 anys. Telkom va assumir l'obligació de facilitar la modernització i l'expansió de la xarxa a les zones sense servei. Un segon operador de xarxa, Neotel havia de rebre llicència per competir amb Telkom en tot el seu espectre de serveis el 2002. La llicència va començar oficialment a finals de 2005.
Actualment hi ha cinc companyies de telefonia mòbil que ofereixen servei a més de 50 milions de persones, i es considera que Sud-àfrica té la quarta xarxa de telecomunicacions mòbils més avançada del món. Els cinc principals proveïdors de telefonia mòbil són:Vodacom, MTN, Cell C (Vodacom), Telkom Mobile i Rain, amb Neotel propietat de Liquid Telecoms que ja no ofereix servei mòbil.
Les empreses sud-africanes que presten serveis relacionats amb la indústria espacial també augmenten, i amb la legislació i el suport governamentals correctes, s'espera que aquest sector creixi a Sud-àfrica.

#### Subcontractació de processos empresarials
Durant les últimes dècades, Sud-àfrica i, en particular, la regió de Ciutat del Cap s'ha consolidat com un centre d'atenció telefònica d'èxit i una destinació d'externalització de processos de negoci. Amb un conjunt de mà d'obra productiva amb gran talent i amb Ciutat del Cap compartint afinitat cultural amb Gran Bretanya, grans empreses estrangeres com Lufthansa, Amazon, ASDA, The Carphone Warehouse, Delta Airlines, entre d'altres, han establert centres de trucades entrants a Ciutat del Cap per reduir costos laborals.

#### Turisme
Sud-àfrica és una destinació turística popular, amb unes 860.000 arribades al mes (març de 2008) de les quals al voltant de 210.000 provenen de fora del continent africà. El 2012, Sud-àfrica va rebre 9,2 milions d'arribades internacionals. L'agost de 2017 3,5 milions de viatgers van venir a Sud-àfrica. Segons el World Travel & Tourism Council, els viatges i el turisme van aportar directament 102.000 milions de Rands al PIB de Sud-àfrica el 2012 i donen suport al 10,3% dels llocs de treball del país. Entre els principals atractius hi ha el paisatge divers, les reserves de caça i els vins locals de gran prestigi.
Les fronteres del país es van reobrir l'1 d'octubre de 2020, amb algunes excepcions per als turistes que viatjaven des de països europeus específics, els Estats Units, o zones amb una incidència de la Covid-19 molt elevada.

#### Serveis financers
Sud-àfrica té una estructura financera sofisticada, amb la JSE Limited, la borsa de valors més gran del continent africà, ocupa el lloc 17 del món en termes de capitalització borsària, que és de 1.005 bilions de dòlars a l'agost de 2020.
El sector bancari, supervisat pel Banc de Reserva de Sud-àfrica (SARB per les sigles en anglès), està dominat per quatre actors locals: Nedbank, ABSA, Standard Bank i First Rand. Aquests bancs ofereixen tant serveis de banca minorista com de banca d'inversió, ja que el sector s'ha tornat molt competitiu amb la reentrada de molts bancs estrangers amb experiència, que van tornar al mercat a mitjans dels anys noranta, després d'haver marxat a finals dels vuitanta. Els bancs que operen a Sud-àfrica, quan no tenen liquiditat, han de demanar préstecs de la SARB a un tipus de repo fluctuant, que, al seu torn, permet al banc central controlar les posicions de liquiditat.

### Sector informal
El sector informal de Sud-àfrica aporta el 8% del PIB del país i dona suport al 27% de tots els treballadors. La Xarxa de Desenvolupament Econòmic Local de Sud-àfrica valora l'economia informal en un 28% del PIB. Donada la rellevància d'aquesta aportació, hi ha un interès constant per desenvolupar accions d'urbanisme inclusiu per als treballadors pobres.

## Reforma agrària i drets de propietat

### Debat sobre la nacionalització de les mines
Sud-àfrica es troba immersa en un debat sobre si l'estat hauria de fer-se càrrec dels recursos minerals. Un estudi encarregat pel Congrés Nacional Africà va posicionar-se contrari a aquesta proposta, alegant que la nacionalització seria un "desastre econòmic". No obstant això, els partidaris del Congrés Nacional Africà demanen el control directe per part del govern tal com es va signat a la Carta de la Llibertat el 1995.

### Redistribució de terres
El govern va iniciar una política agraria amb l'objectiu de transferir el 30% dels 82 milions d'hectàrees en mans d'agricultors blancs, 24,5 de les quals serien transferides el 2014. El 2021 ja s'havien transferit 6,7 milions d'hectàrees.
El programa de reforma agrària ha estat criticat tant per grups de pagesos com per treballadors sense terra, els segons al·leguen que el ritme de canvi no ha estat prou ràpid, i els primers al·leguen racisme contra els blancs, arribant a comparar-ho amb un genocidi al Congrés Nacional, comparant-ho amb la política agrària de Zimbabue.

## Mercat de treball
Sud-àfrica té una taxa d'atur extrema i persistent superior al 30%. Segons un informe de Goldman Sachs de 2013, aquesta xifra augmenta fins al 35% quan s'inclouen les persones que han deixat de buscar feina. Els més pobres tenen un accés limitat a les oportunitats econòmiques i als serveis bàsics, així com mal nivell educatiu, de sistemes de salut i alts nivells de criminalitat. Una quarta part dels sud-africans viu amb menys d'1,25 dòlars al dia.
L'atur massiu de Sud-àfrica es remunta a la dècada de 1970 i va continuar augmentant durant els anys vuitanta i noranta. L'atur ha augmentat substancialment des que el Congrés Nacional Africà va arribar al poder el 1994, passant del 15,6% el 1995 al 30,3% el 2001 i al 25,3% el segon trimestre de 2010. El descens més gran de l'ocupació es va registrar a la indústria manufacturera, que va perdre 53.000 llocs de treball. L'agricultura va perdre 32.000 llocs de treball, l'ocupació a la indústria de la construcció es va reduir en 15.000. En el tercer trimestre del 2010, el 29,80% dels negres es van registrar com a aturats, enfront del 22,30% dels de color, el 8,60% dels asiàtics i el 5,10% dels blancs.
La taxa d'atur oficial, tot i que molt alta per als estàndards internacionals, subestima la seva magnitud perquè només inclou adults que busquen feina activament. Per tant, excloent els que han renunciat a buscar feina. Només el 41% de la població en edat de treballar té algun tipus de feina (formal o informal). Aquesta taxa és un 30% més baixa que la de la Xina, i un 25% més baixa que la del Brasil o Indonèsia. Les subvencions socials relativament generoses redueixen el cost polític de l'atur. Hi ha algunes evidències que les llars veuen l'ocupació remunerada i les subvencions socials com a substituts: les llars que perden la pensió presenten després una participació en el mercat de treball.
El problema de l'atur es caracteritza per la seva llarga durada. A mitjans dels anys noranta, gairebé dos terços dels aturats no havien treballat mai per un sou. L'Enquesta de població activa de 2005 va trobar que el 40% de les persones aturades fa més de tres anys que es troben a l'atur, mentre que el 59% no havia tingut mai feina. La taxa d'atur ha alimentat la delinqüència, la desigualtat i el malestar social. La recessió econòmica mundial va empitjorar el problema, eliminant més d'un milió de llocs de treball. El setembre de 2010, més d'un terç de la força de treball de Sud-àfrica estava sense feina, i també ho estaven més de la meitat dels negres d'entre 15 i 34 anys, tres vegades més que els blancs.
Alguns experts afirmen que els salaris més alts negociats pels sindicats políticament poderosos han suprimit el creixement de l'ocupació. Segons un estudi de Dani Rodrik, la contracció del sector de comerç no mineral des de principis dels anys noranta i la debilitat de la indústria manufacturera orientada a l'exportació van ser més culpables del baix nivell d'ocupació.
A més a més, hi ha hagut una elevada fugida de capital humà en els últims anys. L'Oficina d'Estadística de Sud-àfrica calcula que entre 1 milió i 1,6 milions de persones en ocupacions qualificades, professionals i directives han emigrat a l'estranger entre 1994 i 2004 i que, per cada emigrant, 10 persones no qualificades perden la seva feina.

### Immigració
Entre els refugiats dels països veïns més pobres hi ha molts immigrants de la República Democràtica del Congo, Moçambic, Zimbabwe, Malawi i altres, que representen una gran part del sector informal. Amb alts nivells d'atur entre els sud-africans més pobres, la xenofòbia és freqüent i molts sud-africans se senten ressentits amb els immigrants que es creu que prenen a la població autòctona els llocs de treball, especialment en les indústries de la construcció, el turisme, l'agricultura i els serveis domèstics. No obstant això, molts immigrants a Sud-àfrica continuen vivint en males condicions, i la política d'immigració sud-africana s'ha tornat cada cop més restrictiva des de 1994.

### Sindicalisme
Des del 2007, els sindicats sud-africans que representen els treballadors del sector públic van fer vaga de manera recurrent, exigint un augment dels salaris per sobre de la inflació, en una pràctica que alguns experts argumenten que està suprimint el creixement de l'ocupació, perjudicant milions de sud-africans que no tenen feina.
A l'agost i setembre de 2010, els sindicats sud-africans van organitzar una vaga nacional paralitzant de quatre setmanes amb una participació d'1,3 persones milions de treballadors del sector públic, demanant un augment salarial del 8,6%. La vaga va acabar després que el govern l'augmentés entre un 5,2% i un 7,5%. L'acord va augmentar la despesa estatal aproximadament un 1%.
Hi ha una diferència substancial entre els salaris dels treballadors sindicalitzats i no sindicalitzats a Sud-àfrica, cosa que suggereix que els sindicats mantenen els salaris més alts.

### Igualtat de gènere
Els sud-africans en general, independentment de la raça, mantenen el que es considerarien postures "tradicionals" sobre els rols de gènere d'homes i dones. La majoria de la classe treballadora està formada per homes, mentre que la majoria de dones no hi participen. Aquest punt de vista sobre els homes com a "mantenidors" està molt en línia amb els valors tradicionals africans a tot el continent. A més, les dones s'enfronten a un problema en termes d'ingressos, ja que el 25% de les dones no cobren el mateix que els seus homòlegs masculins.
La legislació sud-africana, però, està fortament orientada a promoure la igualtat de gènere en el lloc de treball. Això es materialitza en diversos programes i organitzacions governamentals integrals que proporcionen recursos i serveis a les dones, tant adultes com adolescents. L'objectiu principal de les comissions creades sota aquests programes és garantir una educació i una formació laboral adequades per a les dones que es troben privades de drets o en desavantatge quan intenten incorporar-se al món laboral.
No és estrany a l'Àfrica, la igualtat de gènere sembla ser un problema molt important a la força de treball sud-africana. Segons Bain&Company, al voltant del 31% de les empreses no tenen cap mena de lideratge femení, ja sigui en càrrecs directius o executius. Només el 22% dels consellers són dones, però només el 7% van ser designats com a "conselleres executives", molt per sota de la mitjana global del 12%. A més hi ha un nivell baix de promoció econòmica real de les dones, malgrat la iniciativa pública i internacional.

## Infraestructura

### Energia
Després d'anys de manteniment deficient i la incapacitat del govern sud-africà per gestionar els recursos estratègics, el proveïdor d'energia estatal Eskom va començar a no tenir capacitat a la infraestructura de generació i reticulació elèctrica el 2007. Aquesta mancança va provocar la impossibilitat de satisfer les demandes energètiques de la indústria i dels consumidors, donant lloc a talls de llum generalitzats a tot el país.
Inicialment, la manca de capacitat era provocada per una fallada a la central nuclear de Koeberg, però aviat va sortir a la llum una manca de capacitat general a causa de l'augment de la demanda i la manca de planificació del govern. El proveïdor i el govern sud-africà ha estat àmpliament criticat per no planificar i construir adequadament una capacitat de generació elèctrica suficient.
El marge entre la demanda nacional i la capacitat disponible encara és baix o negatiu (especialment a les hores punta) i les centrals elèctriques estan constantment tensionades, de manera que els augments de la demanda, habituals a l'hivern, o les caigudes de l'oferta, sovint com a conseqüència d'una manca de carbó per a les centrals elèctriques, donen lloc a una altra fase d'apagades.

### Aigua
Algunes prediccions mostren que el subministrament d'aigua superficial podria disminuir un 60% l'any 2070 a parts del Cap Occidental.
El govern sud-africà va gastar 69.000 milions de rands en infraestructures d'aigua entre 2008 i 2015. Això va implicar construir noves preses i infraestructures auxiliars i reparar les infraestructures existents. Sud-àfrica té una capacitat total d'aigua estimada de 38.000 milions de metres cúbics, però en necessitarà 65.000 milions el 2025 si l'economia segueix creixent. La migració urbana massiva ha posat més pressió a l'envelliment de les infraestructures d'aigua del país i ha creat un gran endarreriment.

## Nivells d'ingressos
| Curs | Blanc | De colors | asiàtic | Negre |
| ---- | ----- | --------- | ------- | ----- |
| 1917 | 100   | 22.0      | 22.1    | 9.1   |
| 1924 | 100   | 20.0      | 19.4    | 7.9   |
| 1936 | 100   | 15.6      | 23.1    | 7.6   |
| 1946 | 100   | 16.3      | 23.0    | 8.9   |
| 1956 | 100   | 16.9      | 21.9    | 8.6   |
| 1960 | 100   | 15.9      | 17.1    | 8.1   |
| 1970 | 100   | 17.3      | 20.2    | 6.8   |
| 1975 | 100   | 19.4      | 25.4    | 8.6   |
| 1980 | 100   | 19.1      | 25.5    | 8.5   |
| 1987 | 100   | 20.9      | 30.2    | 8.5   |
| 1993 | 100   | 19.3      | 42,0    | 10.9  |
| 1995 | 100   | 20.0      | 48.4    | 13.5  |
| 2000 | 100   | 23.0      | 41,0    | 15.9  |
| 2008 | 100   | 22.0      | 60,0    | 13.0  |

Sud-àfrica té diferències extremes en ingressos i riquesa. El bon nivell de creixement econòmic en el període posterior a l'apartheid ha provocat una disminució de les capes de població amb ingressos més baixos, però la desigualtat ha augmentat. L'elevat nivell de desigualtat global de la renda s'ha accentuat encara més: el coeficient de Gini del país va augmentar quatre punts percentuals, de 0,66 a 0,70, entre el 1993 i el 2008, i la renda s'ha concentrat cada cop més al decil superior. La desigualtat entre les zones urbanes i les zones rurals està canviant: mentre que les taxes de pobresa rural segueixen sent substancialment més elevades que les de les zones urbanes, les taxes de pobresa urbana augmenten i les taxes rurals semblen disminuir.
Si bé la desigualtat entre races està disminuint lentament, un augment de la desigualtat intraracial impedeix que les mesures agregades disminueixin. Malgrat això, la desigualtat entre races continua sent un tema central: els ingressos reals han augmentat per a tots els grups, però molts negres del país encara viuen en la pobresa. A qualsevol llindar de pobresa, els negres són molt més pobres que els de color, que són molt més pobres que els indis, que al seu torn són més pobres que els blancs. L'any 2002, segons una estimació, el 62% dels africans negres, el 29% dels de color, l'11% dels asiàtics i el 4% dels blancs vivien en la pobresa.